# 2022年世界陸上競技選手権大会パキスタン選手団
2022年世界陸上競技選手権大会パキスタン選手団は、2022年7月15日から7月24日までアメリカ合衆国のユージーンで開催された第18回世界陸上競技選手権大会のパキスタン選手団。

## 選手団
- 人員: 選手 1人

## 選手名簿・結果
| 選手                   | 種目       | 予選   | 予選 | 決勝   | 決勝 |
| 選手                   | 種目       | 結果   | 順位 | 結果   | 順位 |
| ---------------------- | ---------- | ------ | ---- | ------ | ---- |
| アルシャド・ナディーム | 男子やり投 | 81.71m | 9位  | 86.16m | 5位  |